# Kościół Wszystkich Świętych w Niechłodzie
Kościół Wszystkich Świętych w Niechłodzie – rzymskokatolicki kościół parafialny należący do parafii pod tym samym wezwaniem (dekanat święciechowski archidiecezji poznańskiej).
Jest to świątynia wzniesiona w XVIII wieku. Zapewne została ufundowana przez benedyktynów z Lubinia. Budowla była restaurowana w latach 1967 – 68. 
Jest to świątynia drewniana o jednej nawie, zbudowana w konstrukcji zrębowej i orientowana. Jej prezbiterium jest mniejsze w stosunku do nawy i zamknięte jest trójbocznie. Z przodu znajduje się kwadratowa wieża, zbudowana w konstrukcji słupowej, mieszcząca kruchtę w przyziemiu. Oddzielona jest w górnej części od nawy. Nakrywa ją dach namiotowo – gontowy z wieżyczką z latarnią i blaszanym, ośmiokątnym namiotowym dachem hełmowym z chorągiewką. kościół nakryty jest dachem dwukalenicowym, pokrytym łupkiem. Wnętrze nakryte jest pozornym sklepieniem kolebkowym w nawie i prezbiterium. Podłoga jest murowana. Chór muzyczny jest podparty dwoma słupami i charakteryzuje się parapetem o ściętych bokach, na chórze jest umieszczony prospekt organowy. Belka tęczowa jest ozdobiona barokowym krucyfiksem pochodzącym z XVIII wieku. Ołtarz główny w stylu barokowym został wykonany w XVIII wieku.